# Ceceñas
Ceceñas är en ort i Spanien.   Den ligger i provinsen Provincia de Cantabria och regionen Kantabrien, i den norra delen av landet, 300 km norr om huvudstaden Madrid. Ceceñas ligger 39 meter över havet och antalet invånare är 520.
Terrängen runt Ceceñas är kuperad åt sydost, men åt nordväst är den platt. Runt Ceceñas är det ganska tätbefolkat, med 52 invånare per kvadratkilometer. Närmaste större samhälle är Santander, 12,4 km nordväst om Ceceñas. Omgivningarna runt Ceceñas är en mosaik av jordbruksmark och naturlig växtlighet.